# Крокодил Данди 2
«Крокодил Данди 2» (англ. "Crocodile" Dundee II) — кинофильм, продолжение истории об австралийском охотнике Майкле Данди, начатой в фильме «Данди по прозвищу „Крокодил“». Фильм стал коммерчески одним из наиболее успешных австралийских проектов в кинематографе. Лидер советского кинопроката.

## Сюжет
Мик Данди и Сью Чарлтон живут вместе в Нью-Йорке. Мик никак не может привыкнуть к городской жизни и время от времени не изменяет своей привычке половить рыбу динамитом возле Статуи Свободы. Однако его популярность, благодаря статье, которую в своё время написала Сью, позволяет улаживать конфликт с властями. «Крокодил» Мик, дабы не умереть от скуки, пытается найти работу, заводит знакомство с афроамериканцем Лероем, который создаёт себе имидж крутого парня, на самом деле являясь лишь обыкновенным мелкооптовым продавцом канцелярских товаров.
Бывший муж Сью, Боб Теннер, сам не желая того, попадает в поле наблюдения колумбийской мафии, сделав несколько фотоснимков, компрометирующих наркобарона Рико. Не доверяя ведомству по борьбе с наркотиками, Боб посылает письмо с фотоплёнкой Сью. Торговцы узнают об этом, прослушав телефон в гостинице, в которой он остановился, и тут же убивают его. Луис Рико и его головорезы едут в Нью-Йорк, чтобы перехватить письмо. Сью берут в заложники и требуют вернуть плёнку, однако по телефону узнают, что письмо с плёнкой взял Мик. Мика пытаются вынудить отдать заветную плёнку в обмен на невесту. Сначала требуют принести письмо на станцию метро Хойт Стрит, однако Мик понимает, что скорее всего его обманывают, и, при помощи двух туристов-японцев, обезвреживает бандита, пришедшего за плёнкой. Через некоторое время к Мику приходит бандит Филиппе, которого Мику удаётся обезвредить в одиночку. Подвесив его за ноги на балконе, и угрожая перерезать веревку, Мик получает от бандита информацию о местонахождении Рико в Нью-Йорке. Особняк Рико располагается на Лонг-Айленде. Вместе с Лероем Мик приезжает к особняку, где находится Сью, но оказывается, что особняк оборудован самой современной системой безопасности: телекамеры и инфракрасные лучи. Лерой связывается с нью-йоркскими хулиганами-панками, чтобы те отвлекли охрану особняка. Панки начинают хулиганить вокруг особняка, устроив жуткий вой. В это время Мик проникает в особняк и, вычислив, в какой комнате находится Сью, вышибает дверь статуей, покалечив самого Рико. Сью и Мик выходят невредимыми.
Наркоторговцы, снедаемые жаждой мести, не успокаиваются и преследуют парочку повсюду, даже обстреливают их квартиру. Ведомство по борьбе с наркотиками не в состоянии обеспечить надлежащую защиту, и Мик вместе со Сью находят убежище в Австралии. Рико и его свита, однако, находят влюблённых даже в буше Северных территорий — у напарника Рико, Мигеля, в тех же местах проживает друг Фрэнк. Гангстеры похищают друга Мика, Уолтера Райли, и вынуждают Данди сдаться, угрожая убить Уолтера. Но Мик слегка ранит Уолтера выстрелом из винтовки, после чего бандиты берут Уолтера в проводники, поверив, что он хорошо знает места в округе и выведет их на след Данди. Мик, чувствуя себя в буше как рыба в воде, начинает издеваться над бандитами. Сначала при помощи живого буйвола, верёвки и лифчика Сью он похищает Фрэнка, затем — бандита Гарсиа, когда тот идет на речку за водой для кофе. Ночью Мик устраивает нападение летучих лисиц на бандитов, а затем подбрасывает им мешок с живым питоном. На утро шайка обнаруживает, что пропал их приятель Хосе. Два бандита, Деннинг и Эрскин, решают сбежать от Рико и Мигеля, наплевав на обещанные деньги, но Эрскин попадает в руки аборигенов — друзей Данди, а Деннинг получает по морде от Донка — друга Мика. Уолтер, Рико и Мигель идут по следам Данди, специально оставленным для них. Мик заманивает бандитов в Джаба Пойнт, дорога в который лежит через реку с крокодилами. Рико требует Уолтера переходить первым, Уолтера схватывает и тащит на дно крокодил. Этим крокодилом оказывается Данди, нацепивший на себя шкуру. Таким образом Мик спасает Уолтера. Рико и Мигель переходят реку и направляются по следам Данди, но понимают, что просто так им не удастся расправиться с ним. Рико посещает идея поджечь лес, после чего забраться на скалу и вынудить Данди полезть туда же. Но Мик при помощи друзей-аборигенов ловит Рико и меняется с ним одеждой. Мигель забирается на скалу первым и убивает, как ему кажется, Данди. Но Сью, пришедшая туда же вместе с Уолтером, убивает Мигеля одним выстрелом. Уолтер стреляет, как ему показалось, в Рико. Через некоторое время к ним подходит абориген Чарли и хвалит Уолтера, что тот не умеет стрелять, так как он едва не убил переодетого Данди. В это время Мик забирается на скалу. Сью, осознав что Мик жив, бежит ему навстречу. Влюблённые понимают, что им уже не расстаться никогда. Сью решает остаться жить в Австралии…

## В ролях
- Пол Хоган — «Крокодил» Мик Данди
- Линда Козловски — Сью Чарлтон
- Джон Мейллон — Уолтер Райли
- Эктер Убарри — Луис Рико
- Хуан Фернандес — Мигель
- Чарльз С. Даттон — Лерой Браун
- Кеннет Уэлш — Бренниган
- Стивен Рут — агент УБН
- Деннис Буцикарис — Боб Теннер
- Джейс Александер[англ.] — «Крыса» — лидер уличной банды
- Эрни Динго — Чарли, абориген
- Стив Рэкмен — Донк
- Джерри Скилтон — Наггет
- Гас Меркурио — Фрэнк
- Сьюзи Эссман — гид
- Луис Гусман — Хосе
- Алек Уилсон — Деннинг[1]
- Джим Холт — Эрскин

## Прокат
| Оценки критиков | Оценки критиков |
| Источник        | Оценка          |
| --------------- | --------------- |
| AllMovie        | [ 2 ]           |
| Smash Hits      | 7/10            |

Фильм оказался одним из наиболее успешных кинематографических проектов Австралии. При исходном бюджете около 9 млн долларов во всемирном прокате он собрал около 240 млн (США + остальной мир). В стартовый уикенд фильм собрал 24,4 млн долларов (2837 копий), что стало лучшим результатом для 1988 года в кинематографе.